# Малайска щитомуцунеста змия
Малайската щитомуцунеста змия (Calloselasma rhodostoma) е вид змия от семейство Отровници (Viperidae). Видът не е застрашен от изчезване.

## Разпространение и местообитание
Разпространен е във Виетнам, Индонезия (Ява), Камбоджа, Лаос, Малайзия (Западна Малайзия) и Тайланд.
Обитава гористи местности и плантации.

## Описание
Популацията на вида е стабилна.